# Șoarece
Șoarecii sunt animale rozătoare din familia Muridae, din care fac parte circa 37 de specii dintre care unele trăiesc în pădure iar altele, ca șoarecele de casă, trăiesc în apropierea omului.

## Morfologie
Șoarecii sunt animale de talie mică ( 4,5 - 12,5 cm) la care coada are aceeași lungime ca și corpul. Animalele ating o greutate de 30 grame, cazuri excepție fiind 60 de grame. Șoarecii au culoarea cenușie brună, pe partea inferioară a corpului sunt de culoare albă, coada este acoperită cu perișori fini. Specii de șoareci în captivitate pot fi de culoare albă.

## Mod de viață
Animalele au trăit probabil ințial în Africa, Europa de Sud ca și regiunile tropicale și subtropicale din Asia. Șoarecele de casă se presupune că provine din India și s-a răspândit în lume prin comerțul cu mărfuri, adaptându-se la obiceiurile diferitelor popoare. Este un animal prolific, lucru explicat prin numărul mare de dușmani pe care îi au rozătoarele.

## Sistematică
| Subfamilia Mus - Mus musculus, (șoarecele de casă), trăiește aproape peste tot - Mus caroli, Asia de Sud-Est - Mus cervicolor, Asia de Sud-Est - Mus cookii, Asia de Sud-Est - Mus booduga, Asia de Sud - Mus terricolor, Asia de Sud - Mus spretus, regiunea mediterană de vest - Mus macedonicus, Balcani și Asia de Sud Vest - Mus spicilegus, Balcanii din nord - Mus cypriacus, Cipru Subfamilia Pyromys - Mus platythrix, India - Mus saxicola, Asia de Sud - Mus phillipsi, India - Mus shortridgei, Asia de Sud-Est - Mus fernandoni, Sri Lanka Subfamilia Coelomys - Mus platythrix, India - Mus saxicola, Asia de Sud - Mus phillipsi, India - Mus shortridgei, Asia de Sud-Est - Mus fernandoni, Sri Lanka | Subfamilia Nannomys - Mus callewaerti, Congo, Angola - Mus setulosus, Africa de Vest, Africa Centrală - Mus triton, Africa Centrală, Africa de Est - Mus bufo, Africa de Est - Mus tenellus, Africa de Est - Mus haussa, Tunisia - Mus mattheyi, Ghana - Mus indutus, regiunea din sudul Africii - Mus setzeri, Namibia, Botswana, Zambia - Mus musculoides, Africa Sudică, Sahara - Mus minutoides, Africa Sudică - Mus orangiae, Africa Sudică - Mus mahomet, Africa de Est - Mus sorella, Africa de Est, Africa Centrală - Mus kasaicus, Congo - Mus neavei, Africa de Est - Mus oubanguii, Republica Centrafricană - Mus goundae, Republica Centrafricană - Mus baoulei, Coasta de Fildeș, Guinea |

## Folosirea șoarecilor de către oameni
În Roma antică, pulberea din creier de șoarece era folosită ca înălbitor pentru dinți.